# ساباتون
ساباتون هي فرقة ميتال سويدية من فالون،تتحدث معظم أغانيهم عن البطولة والشجاعة في الحروب التاريخية.